# 参考消息
参考消息（さんこうしょうそく、中国語: 参考消息、Cānkǎo Xiāoxī）は中華人民共和国の日刊新聞。発行部数は300万部に及び中国大陸で最多を誇る。英語表記はReference News。

## 歴史と概要
1931年11月7日に前身となる「毎日電訊」が新華社によって江西省瑞金市で創刊された。中国政府の国営メディアとして新華社は世界各地の主要報道機関・新聞から記事を慎重に選んで中国語に翻訳している。1980年代以前には、中国において唯一の国際情勢を垣間見ることができる公営メディアであった。中国の少数民族のためにウイグル語、カザフ語、朝鮮語、モンゴル語でも発行されている。 
参考消息は当初中国共産党幹部とその家族に読者が制限されていたが、競合する報道機関が出現すると全人民に解放した。情報源の多様化を受けて1980年には1100万部あった発行部数は1985年には400万部に減少、その後も逓減が続いているが依然として日刊紙としては最多の発行部数を保持している。

## 脚註
1. ↑  “World Press Trends 2016: Facts and Figures”. World Press Trends Database. 2017年7月6日時点のオリジナルよりアーカイブ。2019年9月30日閲覧。
2. ↑  “新华通讯社（Xinhua News Agency）”. 人民日報. (2004年8月24日)
3. ↑  Yulya Toporochan (2013年). “Main Media Players in China”. AHK 2014年11月1日閲覧。
4. ↑  Yew, Lee Kuan (2000). From Third World to First. HarperCollins Publishers Inc.. p. 648. ISBN 0-06-019776-5
5. ↑  “China Society”. Country Studies Program